# Pastor Bonus

Wappen Johannes Pauls II.

Pastor bonus („der gute Hirte“) ist eine Apostolische Konstitution über die Römische Kurie. Sie wurde am 28. Juni 1988 durch Papst Johannes Paul II. erlassen. Hierbei handelt es sich um ein Gesetz mit Außenwirkung gem. cc. 7 ff., c. 12 § 1 CIC.
Im Wesentlichen wurde eine Reorganisation, Umbenennung und Neuordnung der Römischen Kurie festgeschrieben. Einige Kongregationen erhielten neue Definitionen, andere werden umstrukturiert und Päpstliche Räte und Kommissionen erhielten neue Arbeitsanweisungen. Ebenfalls wurde die Aufgabe der Ortsbischöfe neu definiert, die Frage der Ad-limina-Besuche der Bischöfe in Rom wurde geregelt und das Verhältnis zwischen Papst und Römischer Kurie dargelegt.
Als Erneuerung bestimmte die Konstitution neben den Bischöfen die Aufnahme auch anderer Stände in die Römische Kurie, hauptsächlich Welt- und Ordenspriester, aber auch Ordensfrauen und Laien:

„Diese vereinten Kräfte sorgen dafür, daß alle Stände der Kirche dem Papst, eng verbunden mit seinem Dienst, dabei helfen, daß der pastorale Dienst der Römischen Kurie bei seiner Ausübung immer wirkungsvoller werde. Von daher leuchtet es auch ein, daß dieser Dienst aller Stände der Kirche in der weltlichen Gesellschaft nichts vergleichbares findet, und daß deren Arbeit im Geist des wirklichen Dienens geleistet werden muß, in der Nachfolge und Nachahmung der Diakonie Christi selbst.“

Die Konstitution Pastor bonus setzte somit eine Tendenz fort, die sich bereits mit dem Dekret Christus Dominus des Zweiten Vatikanischen Konzils angekündigt hatte.

## Organisation der Kurie nachPastor Bonus
Die wichtigste Einrichtung war das Staatssekretariat, darauf folgten:
- Die Kongregationen:
  - Kongregation für die Glaubenslehre (heute Dikasterium für die Glaubenslehre)
    - Päpstliche Bibelkommission
    - Internationale Theologische Kommission

  - Kongregation für die Orientalischen Kirchen (heute Dikasterium für die orientalischen Kirchen)
  - Kongregation für den Gottesdienst und die Sakramentenordnung (heute Dikasterium für den Gottesdienst und die Sakramentenordnung)
  - Kongregation für die Bischöfe (heute Dikasterium für die Bischöfe)
    - Päpstliche Kommission für Lateinamerika

  - Kongregation für die Selig- und Heiligsprechungsprozesse (heute Dikasterium für die Selig- und Heiligsprechungsprozesse)
  - Kongregation für die Evangelisierung der Völker (heute Dikasterium für die Evangelisierung)
  - Kongregation für den Klerus (heute Dikasterium für den Klerus)
    - Päpstliche Kommission für die Kulturgüter der Kirche

  - Kongregation für die Institute geweihten Lebens und für die Gesellschaften apostolischen Lebens (heute Dikasterium für die Institute geweihten Lebens und für die Gesellschaften apostolischen Lebens)
  - Kongregation für das Katholische Bildungswesen (für die Seminare und Studieneinrichtungen) (heute Dikasterium für die Kultur und die Bildung)

- Die Gerichtshöfe:
  - Oberster Gerichtshof der Apostolischen Signatur
  - Römische Rota
  - Apostolische Pönitentiarie

- Die Päpstlichen Räte:
  - Päpstlicher Rat für die Laien (heute Dikasterium für Laien, Familie und Leben)
  - Päpstlicher Rat zur Förderung der Einheit der Christen (heute Dikasterium zur Förderung der Einheit der Christen)
    - Kommission für die religiösen Beziehungen zum Judentum

  - Päpstlicher Rat für die Familie (heute Dikasterium für Laien, Familie und Leben)
  - Päpstlicher Rat für Gerechtigkeit und Frieden (heute Dikasterium für die ganzheitliche Entwicklung des Menschen)
  - Päpstlicher Rat Cor Unum (heute Dikasterium für die ganzheitliche Entwicklung des Menschen)
  - Päpstlicher Rat der Seelsorge für die Migranten und Menschen unterwegs (heute Dikasterium für die ganzheitliche Entwicklung des Menschen)
  - Päpstlicher Rat für die Pastoral im Krankendienst (heute Dikasterium für die ganzheitliche Entwicklung des Menschen)
  - Päpstlicher Rat für die Interpretation von Gesetzestexten (heute Dikasterium für die Gesetzestexte)
  - Päpstlicher Rat für den interreligiösen Dialog (heute Dikasterium für den Interreligiösen Dialog)
    - Päpstliche Kommission für religiöse Beziehungen zu den Muslimen

  - Päpstlicher Rat für den Dialog mit den nicht Glaubenden
  - Päpstlicher Rat für die Kultur (heute Dikasterium für die Kultur und die Bildung)
  - Päpstlicher Rat für die sozialen Kommunikationsmittel (heute Dikasterium für die Kommunikation)
- Die Ämter:
  - Apostolische Kammer (heute Camerlengo)
  - Güterverwaltung des Apostolischen Stuhls
  - Präfektur für die ökonomischen Angelegenheiten des Heiligen Stuhls (heute Wirtschaftssekretariat)
- Weitere Einrichtungen:
  - Präfektur des Päpstlichen Hauses
  - Amt für die Liturgischen Feiern des Papstes

## Änderungen
Mit dem Motu Proprio Quaerit semper änderte Papst Benedikt XVI. am 30. August 2011 die Apostolische Konstitution Pastor bonus und verlegte einige Zuständigkeiten bei ehelichen Dispens- und Weihenichtigkeitsverfahren an ein beim Gericht der Römischen Rota eingerichtetes neues Amt.
Mit der Aufgabe, weitere Änderungen der Konstitution vorzubereiten, setzte Papst Franziskus im April 2013 eine Gruppe von acht Kardinälen ein. Mit einem päpstlichen Schreiben vom 29. September 2013 wurde das Gremium als Kardinalsrat zu einer dauerhaften Einrichtung erhoben. Erste Auswirkung der Arbeit des Kardinalsrats sind die Schaffung des Wirtschaftssekretariats und des Kommunikationssekretariats (heute: Dikasterium für die Kommunikation), zudem wurden im August 2016 mit dem Dikasterium für Laien, Familie und Leben und dem Dikasterium für die ganzheitliche Entwicklung des Menschen zwei neue Zentralbehörden errichtet, in denen die Aufgaben mehrerer bisheriger Päpstlicher Räte gebündelt werden. Der Kardinalsrat verabschiedete im Juni 2018 den Entwurf einer neuen Kurienordnung, die Pastor bonus ablösen soll. Die neue apostolische Konstitution Praedicate Evangelium wurde am 19. März 2022 promulgiert und trat am Pfingstsonntag, dem 5. Juni 2022, in Kraft.